# Cornelis de Man

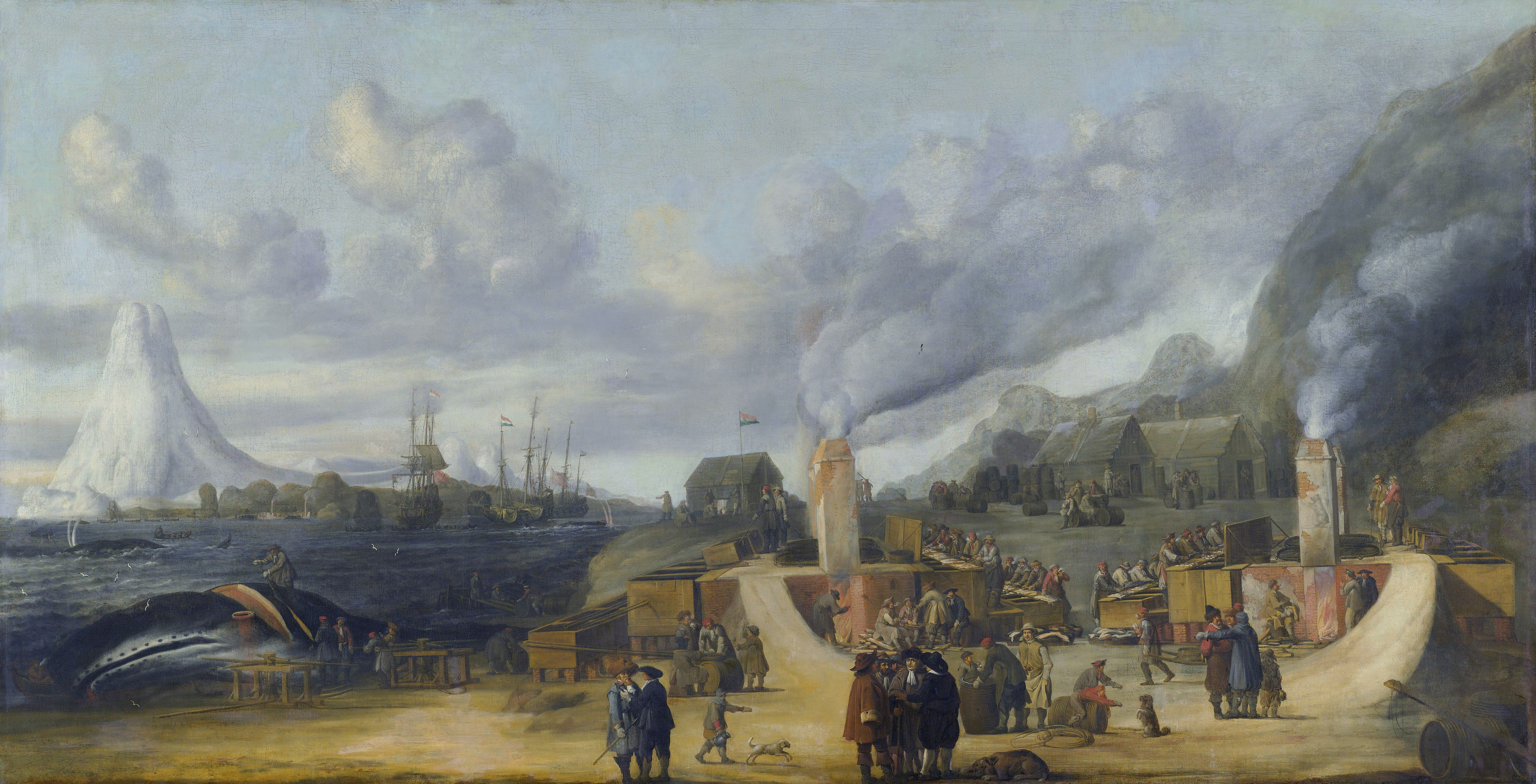
De traankokerij van de Amsterdamse kamer van de Noordse Compagnie op Smerenburg. 1639. Amsterdam, Rijksmuseum Amsterdam.

Cornelis de Man (Delft, 1 juli 1621 – begraven aldaar, 1 september 1706) was een Nederlands schilder behorend tot de Hollandse School. Zijn onderwerpen waren genrevoorstellingen, kerkinterieurs, portretten, landschappen, vruchtenstillevens, marines en allegories. Zijn werk toont invloeden van Jacques Blanchard.
De Man was actief in Delft. Hij maakte in 1639 een schilderij van een walvisverwerkende fabriek in Smeerenburg (Spitsbergen) naar een Deens origineel. Hij vulde deze voorstelling aan met allerlei arctische elementen. Zelf was hij echter nooit in het noordpoolgebied geweest. Dit soort samengestelde schilderijen, die ook wel atelierstukken worden genoemd, komen veelvuldig voor in de 17e eeuw.

Op 29 december 1642 werd hij lid van het Sint-Lucasgilde te Delft. Daarna vertrok hij naar Italië via Parijs, waar hij een jaar verbleef. Hij verbleef twee jaar in Florence en ging daarna naar Rome. Vervolgens verbleef hij enige tijd in Venetië. In 1652 keerde hij terug in Delft. De Man had daar aanzien; hij kreeg er portretopdrachten van notabelen, was regent in de Kamer van Liefdadigheid en was zes maal hoofdman van het Lucasgilde. Zijn oeuvre wordt tot 1661 gekarakteriseerd door portretten, daarna schilderde hij veel kerkinterieurs.
Cornelis de Man trouwde nooit en stierf op 85-jarige leeftijd.
- Biografisch Portaal: 49077865
- Digitale Bibliotheek voor de Nederlandse Letteren: man_024
- Gemeinsame Normdatei: 130174645
- International Standard Name Identifier: 0000 0000 6687 4246
- Library of Congress Control Number: no2019118056
- RKD-Nederlands Instituut voor Kunstgeschiedenis: 52219
- Union List of Artist Names: 500118823
- Virtual International Authority File: 45401964
- WorldCat: E39PBJktptmyqdcxVK9VTrV3cP